# NB-4 Topčider
NB-4 (BB-4) Topčider bio je naoružani brod u sastavu mornarice NOVJ. Prije prenamjene koristio se kao motorni jedrenjak za prijevoz vina.
 U partizanskoj službi, prvo se koristio za transport trupa, dok je kasnijom ugradnjom oružja pretvoren u naoružani brod.
Pred kraj rata, većina naoružanja mu je uklonjena te je pretvoren u bolnički brod s 24 ležaja za ranjenike. Shodno tome oznaka mu je promijenjena u BB-4 Topčider.
U službi jugoslavenske ratne mornarice ostao je do ljeta 1946. kada se vratio svom mirnodopskom poslu.